# Káposztafalva lakói
A Káposztafalva lakói (eredeti cím: Sauerkraut, egyéb cím: Káposztás) német televíziós rajzfilmsorozat, amelynek alkotója	Helme Heine volt. A zenéjét Harold Faltermeyer szerezte. Németországban a ZDF vetítette, Magyarországon az HBO és a TV2 sugározta. Egy évadot élt meg, 13 résszel, 1992-ben.

## Ismertető
A történet főhősei, sok kis állatkák, akik Káposztafalván élnek. Szeretik a savanyított káposztát, és van egy himnuszuk is, amely úgy kezdődik: Ó savanyított káposzta.
A főcím éneklésekor mindig mást csíp meg a darázs és annak az álmával kezdődik a rész.

## Szereplők
| Szereplő            | Eredeti hang    | Magyar hang    | Leírás                                                                                        |
| ------------------- | --------------- | -------------- | --------------------------------------------------------------------------------------------- |
| Eberle polgármester | Michael Habeck  | Melis Gábor    | A fekete kalapos, zöld nadrágos disznó, a Káposztafalva polgármestere.                        |
| Tete                | Michael Wuschik | Csuja Imre     | Egy nagy piros orrú, báránytestű, hátrányos teremtmény csak annyit tud mondani, hogy: „Tete”. |
| Bosszi              | Reinhard Brock  | Barbinek Péter | A fekete kalapos krokodil, olyan mint egy zsémbes öregember, és emiatt sokszor megbűnhődik.   |
| Eberlené            | Anita Höfer     | Némedi Mari    | Eberle polgármester felesége.                                                                 |
| Joey                | Dirk Meyer      | Breyer Zoltán  | Egy kutyakölyök, Bodo fia                                                                     |
| Nandi               | Alexandra Mink  | Bíró Anikó     | Egy tyúk, Joey barátnője és Amadeo lánya                                                      |

További magyar hangok: Czigány Judit, Dudás Eszter, Horányi László, Kassai Ilona, Kiss Erika, Németh Gábor, Szűcs Sándor

## Epizódok
| #   | Magyar cím            | Eredeti cím        | Eredeti premier    | Magyar premier    |
| --- | --------------------- | ------------------ | ------------------ | ----------------- |
| 1.  | 900 Jahre Sauerkraut  | 900 éves Káposztás | 1992. december 6.  | 1995. január 6.   |
| 2.  | Die Fischgräte        | A halszálka        | 1992. december 12. | 1995. január 13.  |
| 3.  | Weihnachten           | Karácsony          | 1992. december 19. | 1995. január 20.  |
| 4.  | Das Konzert           | A koncert          | 1992. december 26. | 1995. január 27.  |
| 5.  | Der Feuerteufel       | A gyújtogatás      | 1993. január 2.    | 1995. február 3.  |
| 6.  | Freitag, der 13       | Péntek 13.         | 1993. január 9.    | 1995. február 10. |
| 7.  | Der Wundersaft        | A csodaszer        | 1993. január 16.   | 1995. február 17. |
| 8.  | Der Unfall            | A baleset          | 1993. január 23.   | 1995. február 24. |
| 9.  | Das Geheimrezept      | A titkos recept    | 1993. január 30.   | 1995. március 3.  |
| 10. | Hollywood             | Hollywood          | 1993. február 6.   | 1995. március 10. |
| 11. | Die Glocke            | A harang           | 1993. február 13.  | 1995. március 17. |
| 12. | Der Tote im Dorfteich | Halott a tóban     | 1993. február 20.  | 1995. március 24. |
| 13. | Das Testament         | A végrendelet      | 1993. február 27.  | 1995. március 31. |